# 11e cérémonie des Chicago Film Critics Association Awards
La 11e cérémonie des Chicago Film Critics Association Awards, décernés par la Chicago Film Critics Association, a eu lieu le 1er mars 1999, et a récompensé les films réalisés dans l'année.

## Palmarès
- Meilleur film :
  - Il faut sauver le soldat Ryan (Saving Private Ryan)
- Meilleur réalisateur :
  - Terrence Malick pour The Thin Red Line
- Meilleur acteur :
  - Ian McKellen pour le rôle de James Whale dans Ni dieux ni démons (Gods and Monsters)
- Meilleure actrice :
  - Cate Blanchett pour le rôle d'Élisabeth Ire dans Elizabeth
- Meilleur acteur dans un second rôle :
  - Billy Bob Thornton pour le rôle de Jacob Mitchell dans Un plan simple (A Simple Plan)
- Meilleure actrice dans un second rôle :
  - Kathy Bates pour le rôle de Libby Holden dans Primary Colors
- Acteur le plus prometteur :
  - Joseph Fiennes pour le rôle de William Shakespeare dans Shakespeare in Love
- Actrice la plus prometteuse : 
  - Kimberly Elise pour le rôle de Denver dans Beloved
- Meilleur scénario :
  - Shakespeare in Love – Marc Norman
- Meilleure photographie :
  - The Thin Red Line – John Toll
- Meilleure musique de film :
  - The Truman Show – Burkhard Dallwitz
- Meilleur film en langue étrangère :
  - La vie est belle (La vita è bella) •  Italie
- Commitment to Chicago Award :
  - Joe Mantegna
- Big Shoulders Award :
  - Chicago Filmmakers (Gordon Quinn, Jerry Blumenthal)